# موروها

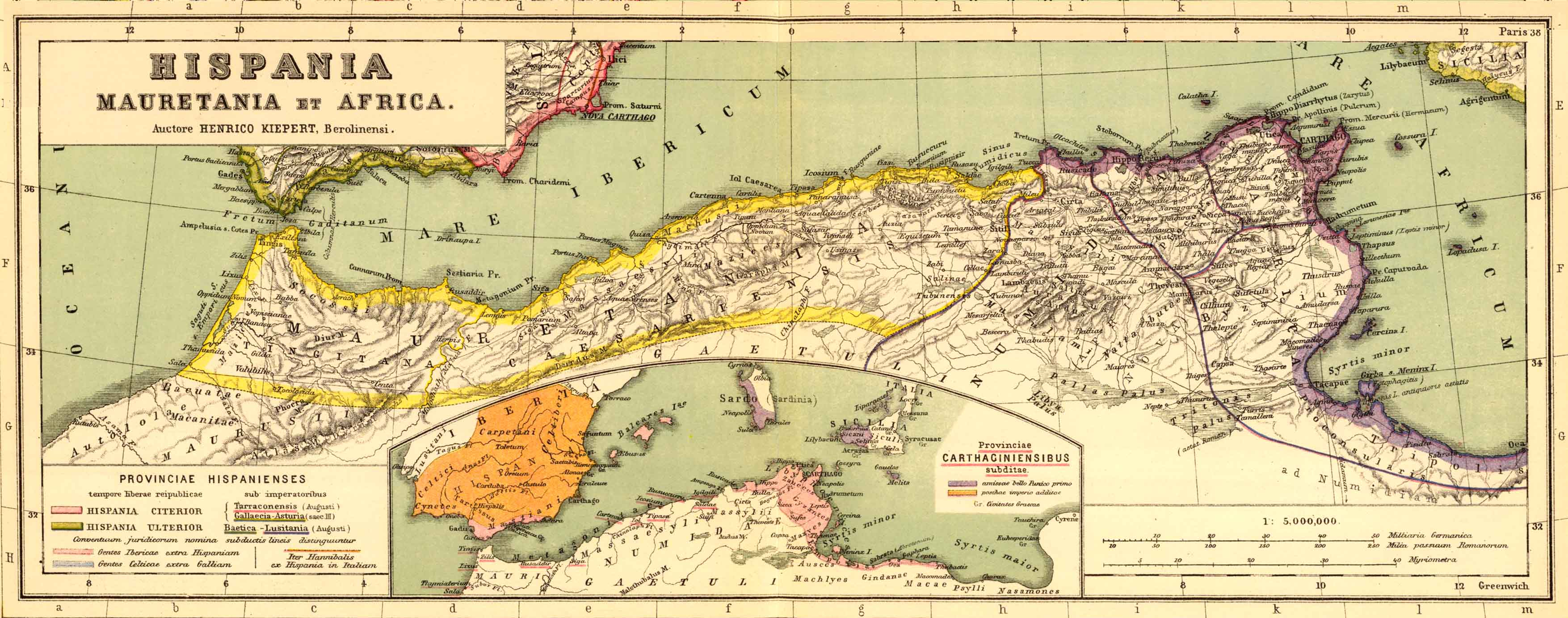
نقشه استان‌های رومی موریتانی Tingitana، موریتانی سزارینسه و بخشی از نومیدیا، در شمال آفریقا. حدود استان رومی مورتانیا با خط زرد مشخص شده‌است.

مورها یا موروها (به اسپانیایی: Moro) به مسلمانان اسپانیا گفته می‌شد که نژادی عربی-اسپانیایی-بربری داشتند و امروزه عمدتاً در شمال غرب آفریقا زندگی می‌کنند.
اصطلاح مور (Moor)، که از موری (Mauri) باستان گرفته شده‌است، یک نام مستعار است که برای اولین بار توسط اروپاییان مسیحی برای تعیین ساکنان مسلمان مغرب، شبه‌جزیره ایبریا، سیسیل و مالت در قرون وسطی استفاده شد.
نمی‌توان مورها را مردمی متمایز و مشخص دانست. دانشنامه بریتانیکا در سال ۱۹۱۱ می‌گوید که این اصطلاح «هیچ ارزش قوم‌شناختی واقعی» ندارد. اروپایی‌های قرون وسطی و اوایل دوره مدرن این نام را به‌طور گوناگون برای اعراب و بربرهای شمال آفریقا و همچنین اروپایی‌های مسلمان به کار می‌بردند.
این واژه همچنین در اروپا به معنای گسترده‌تر و تا حدودی تحقیرآمیز برای اشاره به مسلمانان به‌طور کلی، به ویژه مسلمانان عرب یا بربر، چه در اسپانیا و چه در شمال آفریقا، به کار رفته‌است.
موروها در اصل ساکنان استان رومی موریتانیا بودند که دربرگیرندهٔ شمال غربی الجزایر و شمال مراکش امروزی است. آنها پس از حمله به شبه‌جزیره ایبریا در سدهٔ هشتم میلادی و به‌دنبال ایجاد خلافت‌های امویان و مرابطان، بزرگ‌ترین تمدن عربی-آندلسی را در شهرهایی همچون کوردوبا، تولدو، گرانادا و سبیا (تلدو) به‌وجود آوردند.
در سال ۷۱۱، نیروهایی که عمدتاً توسط مورها از شمال آفریقا تشکیل شده بودند، فتح هیسپانی توسط امویان را رهبری کردند. پس از آن شبه جزیره ایبریا در عربی کلاسیک به نام اندلس شناخته شد که در اوج خود بیشتر مناطق سپتیمانیا و اسپانیا و پرتغال امروزی را شامل می‌شد. در سال ۸۲۷، مورها مازارا در سیسیل را اشغال کردند و آن را به عنوان یک بندر توسعه دادند. آن‌ها همچمان به تحکیم بقیه جزیره ادامه دادند. تفاوت در مذهب و فرهنگ منجر به چند قرن درگیری با پادشاهی‌های مسیحی اروپا شد که سعی در بازپس‌گیری کنترل مناطق مسلمان‌نشین داشتند. این درگیری به عنوان بازپس‌گیری اندلس (Reconquista) نامیده شد. در سال ۱۲۲۴ مسلمانان از سیسیل به شهرک لوسرا رانده شدند که در سال ۱۳۰۰ توسط مسیحیان اروپایی ویران شد. سقوط غرناطه یا گرانادا در سال ۱۴۹۲ پایان حکومت مسلمانان در اسپانیا بود، اگرچه اقلیت مسلمان تا اخراج آنها در سال ۱۶۰۹ همچنان باقی ماندند. مسیحیان به رهبری آلفونسوی چهارم در سدهٔ ۱۱ میلادی تلاش‌های خود برای بازپس‌گیری اسپانیا را آغاز کردند که با شکست کامل موروها در ۱۴۹۲ به پایان رسید. در طول این مدت و تا یک سده پس از آن بسیاری از موروها یا خود به شمال آفریقا گریختند و در آنجا ساکن شدند یا توسط دولت اسپانیا از آن کشور اخراج شده و در شمال آفریقا پناه جستند.

## نگارخانه

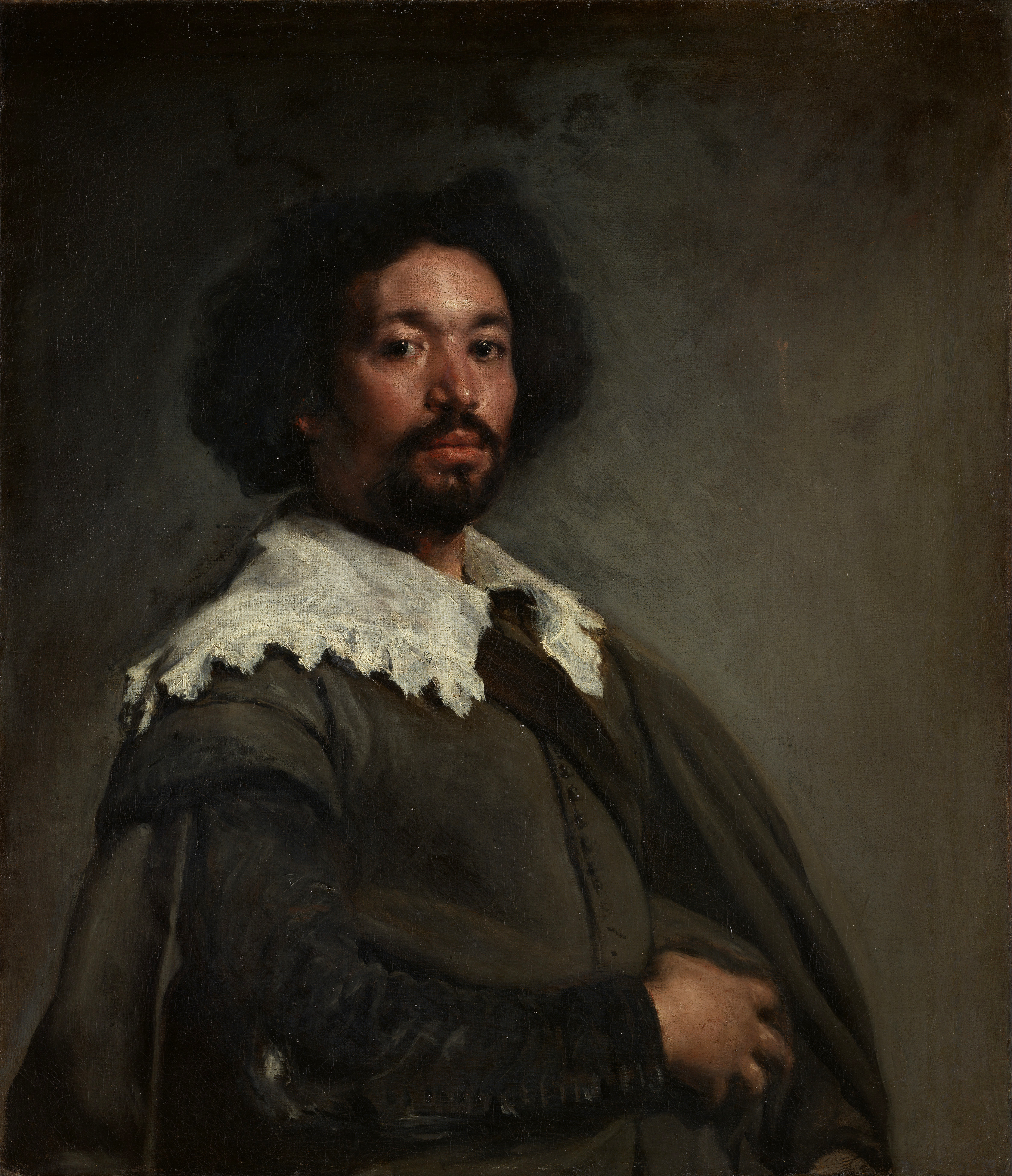
پرتره خوان دِ پارخا
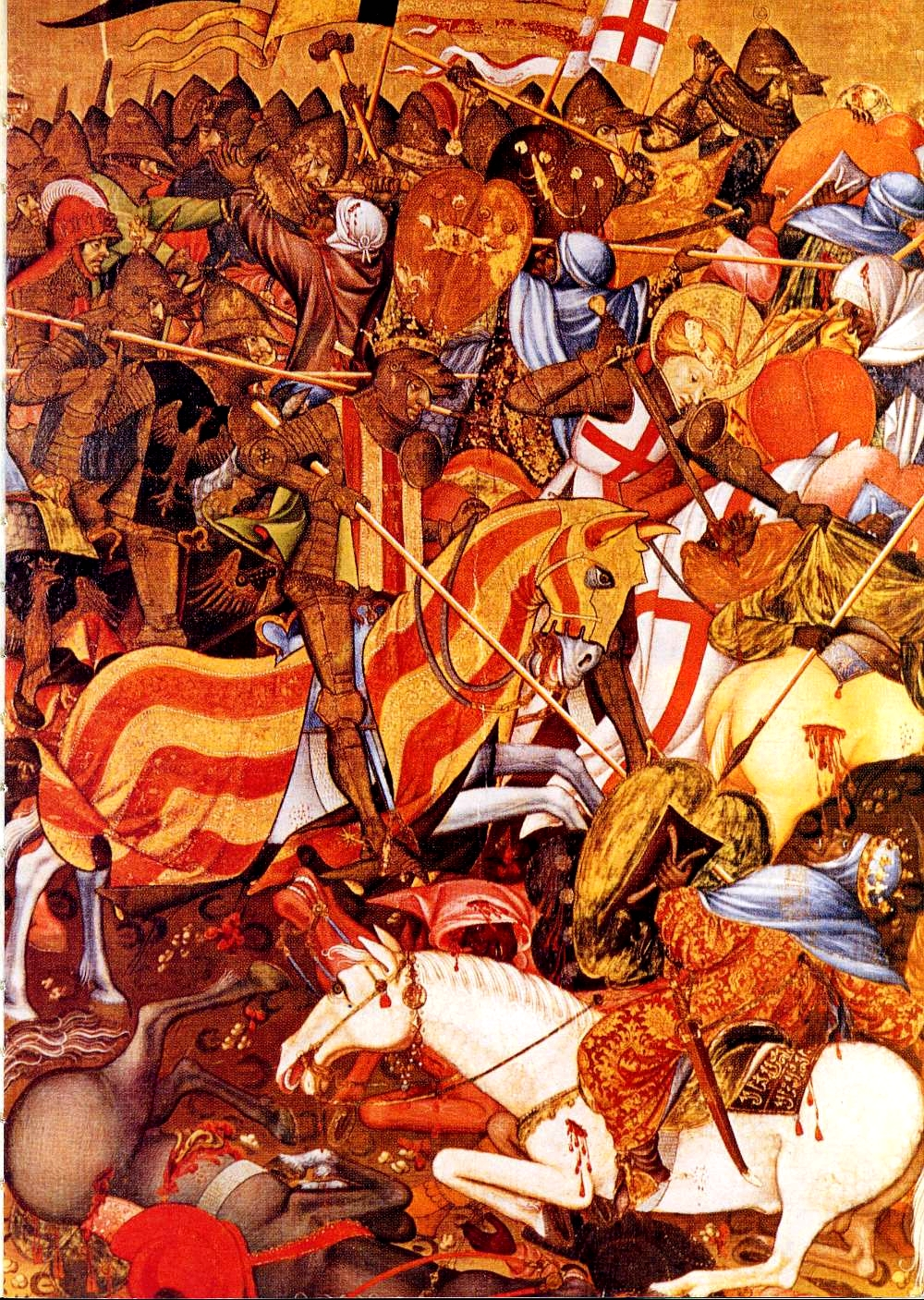
نبرد پویگ اثر مارزال دی ساس (۱۴۱۰-۲۰)
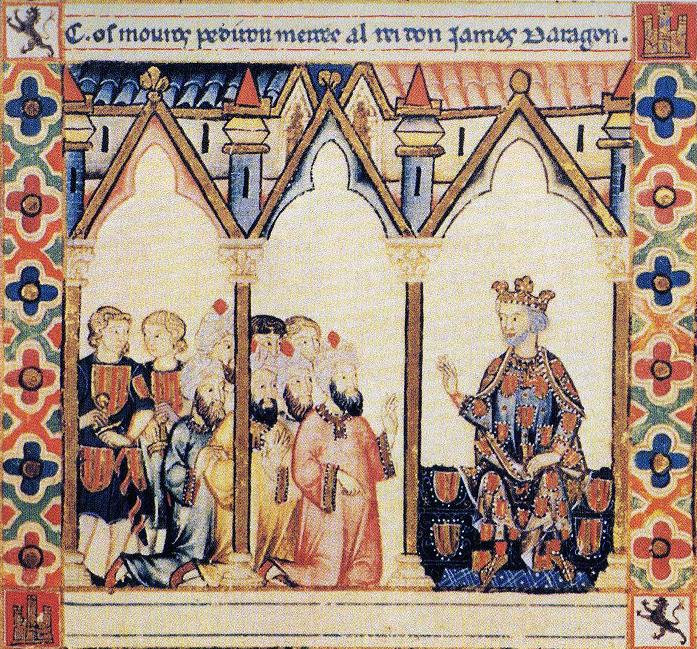
تلاش سفیران کاستیلیا برای متقاعد کردن پادشاه موری المحد ابوحفص عمر المرتضی برای پیوستن به‌اتحاد آن‌ها
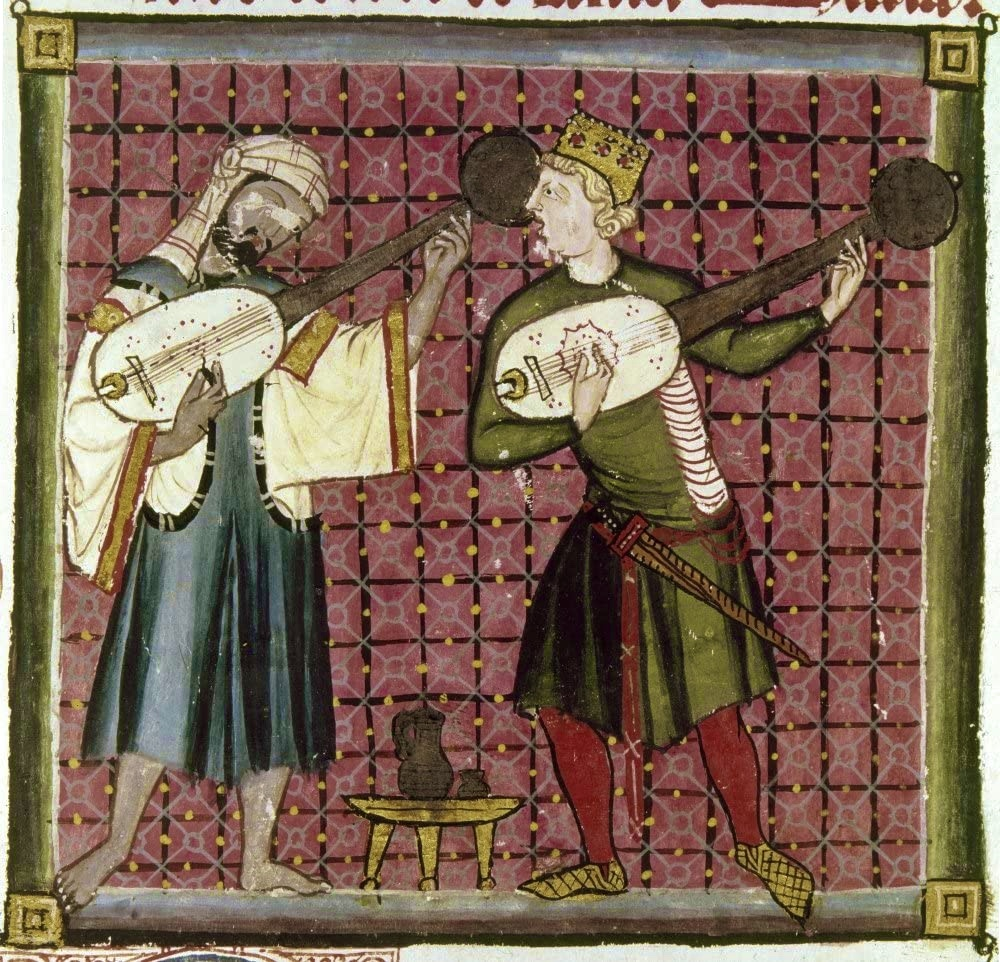
نوازندگان اروپایی و اسلامی در قرن سیزدهم در حال نواختن ساز لوت
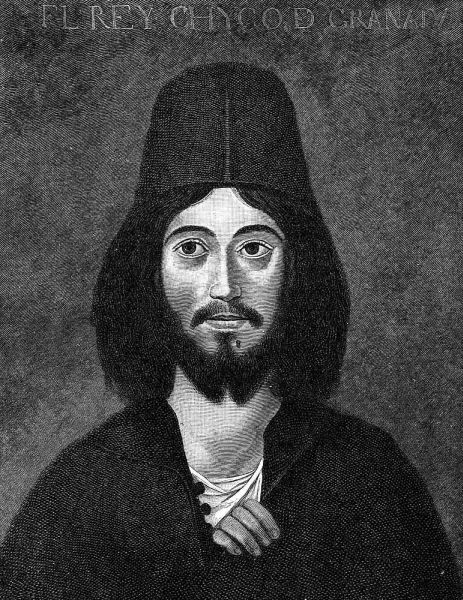
محمد دوازدهم غرناطه، آخرین سلطان مور در اسپانیا
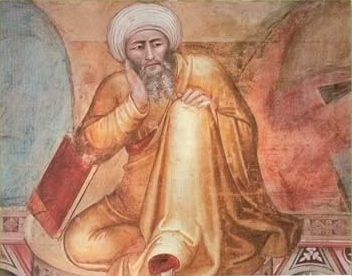
ابن رشد، یک دانشمند و حکیم موری، بنیان‌گذار مکتب فلسفی رشدیه و تأثیرگذار در ظهور تفکر سکولار در اروپای غربی . نقاشی اثر آندریا بونایوتو در قرن چهاردهم.
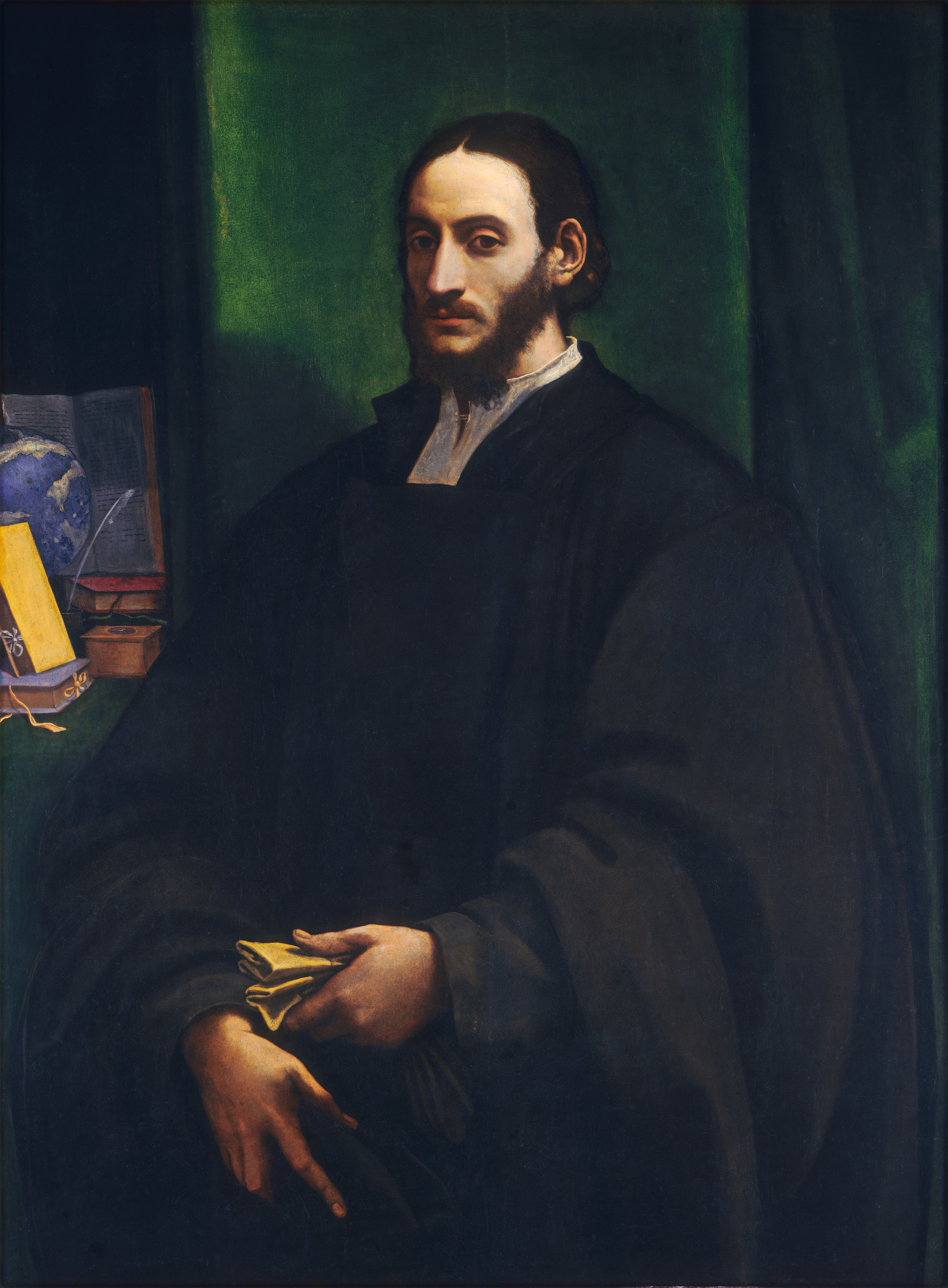
لئو آفریکانوس، متولد گرانادا